# Liederweib
Als Liederweib, auch Urteilweib, Urt(h)elweib, Fratschelweib, Papierweib nannte man historisch insbesondere in Wien eine Straßenverkäuferin von sogenannten „fliegenden Blättern“ zur Verbreitung von aktuellen Nachrichten über Ereignisse wie Mordtaten, Katastrophen, außergewöhnliche Schicksale, Gerichtsurteile und von Liedern verschiedener Art wie dem Bänkelsang, Liebeslied, Moritat oder Theaterlied. Viele Dichter sogenannter Zeitungslieder, die oft religiöse, politische und gesellschaftskritische Inhalte bis hin zu Kuriositäten hatten und häufig in liedhafter Form vorgetragen wurden, waren anonym publizierende Gelehrte wie Geistliche, Lehrer und auch Studenten, deren Kolporteure jedoch häufig zweifelhaften Rufes waren. Die Bezeichnung Liederweiber wurde im 18. Jahrhundert für den weiblichen Anteil dieser Gruppe populär.

## Geschichte
Nach Angaben des Oesterreichischen Musiklexikons diente der zunächst von beiderlei Geschlecht ausgeübte Berufsstand der Kolportage von literarischen Erzeugnissen den Bedürfnissen der unteren Volksschichten seit der Erfindung des Buchdruckes. Ausübende waren zunächst fahrende Sänger, Vaganten, „Zeitungssinger“, „Bänkelsänger“ und ihre Ehefrauen, die Nachrichten auf Wochen- oder Jahresmärkten vorsangen und in gedruckter Form zum Verkauf anboten. Anfang des 18. Jahrhunderts etablierten sich insbesondere in Wien auch sesshafte Liederhändler, die ihre Erzeugnisse an ihre beauftragten Frauen oder Kinder mit „Ausrufen“ und dem Verkauf der Flugblätter delegierten.
Der damaligen Obrigkeit war diese Form der Berichterstattung meist unerwünscht sowie Gegenstand verschiedener Zensurbemühungen, teils aufgrund Befürchtungen der Verletzung und Zersetzung der öffentlichen Moral, teils weil man dadurch ernsthafte literarische Bestrebungen geschädigt sah. Jedoch gelang es nicht durch Polizeiverordnungen und Strafen die Tätigkeit zu unterbinden. 1793 wurde „der Verkauf derlei Blätter durch Ausrufen und Herumziehen bei Zuchthausstrafe verboten“ und 1795 trat eine Generalverordnung gegen die Kolportage der amtlich genannten „Papierweiber“ in Kraft. Diese wiederum bildeten einen Verband, der mit den Buchdruckern in engem Verhältnis stand und Lizenzen für ihr Gewerbe ersuchten, der zu einem Kompromiss zum Handel mit zensurierten Flugblättern an bestimmten Stellen der Stadt an alten und gebrechlichen Personen führte. Nachdem das Dekret umgangen wurde und die Anzahl der Liederweiber weiter zunahm, wurden weitere behördliche Maßnahmen ergriffen. 1797 verwies ein Dekret den Handel endgültig an den festen Buchhandel. Dennoch musste bis zum Vormärz von Behörden eingeschritten werden, bis 1848 der Berufsstand sein Ende fand.

## Rezeption
Bereits zeitgenössische Publikationen wie die Eipeldauer-Briefe berichteten mehrfach über die Urteilweiber. In verschiedenen graphischen Serien wie beispielsweise um 1823 von Georg Emanuel Opitz wurden sie abgebildet. 1852 berichtete die Theater-Zeitung über ein Verkaufsverbot der Publikationen. Heute besitzt die Wiener Stadt- und Landesbibliothek eine umfangreiche Sammlung von Einblattdrucken, die von Textdichtern wie z. B. Michael Ambros gestaltet wurden.